# Reliefrunenstein Sö 92
Der Reliefrunenstein Sö 92 (schwedisch Reliefhuggna) ist ein Runenstein, der an der Friedhofsmauer hinter dem Südtor der Kirche von Husby-Rekarne in Eskilstuna in Södermanland in Schweden steht. Der Stein ist beschädigt und einige Teile fehlen, eines seiner Stücke wurde 1936 in Åläng in Husby gefunden und an der Seite angefügt. Das Material ist Sandstein.
Der Stein, dessen ursprünglicher Ort unbekannt ist, wurde im 17. Jahrhundert in einem Grab gefunden und für etwa 200 Jahre als Fensterbrett in einem der Kirchenfenster eingemauert, bevor er an den gegenwärtigen Standort versetzt wurde.
Er hat eine elegante Reliefverzierung im Runensteinstil Pr3/Pr4 und ist vom Runenmeister Balle unterzeichnet, der in der zweiten Hälfte des 11. Jahrhunderts aktiv war. Sein Arbeitsgebiet lag im südwestlichen Uppland und auf der Selaön. Im Mälardalen gibt es drei Reliefrunensteine aus Sandstein. Die Reliefrunensteine in Löts kyrka U 721 und U 722 wurden ebenfalls von Balle geschnitten, dem etwa 30 Runenritzungen, eventuell auch das Hitisstenfragment in Finnland, zuzuordnen sind.
Die Inschrift lautet: „ließ den Stein (nach) … sein Bruder. Er … Osten. Balle.“
In der Nähe stehen die Runensteine von Kolunda und der Runenstein von Stenkvista.